# Teodozjusz IV (prawosławny patriarcha Antiochii)
Teodozjusz IV – prawosławny patriarcha Antiochii w latach 1269–1276. Jako patriarcha w 1269 r. powrócił do Antiochii.